# Ted Jensen

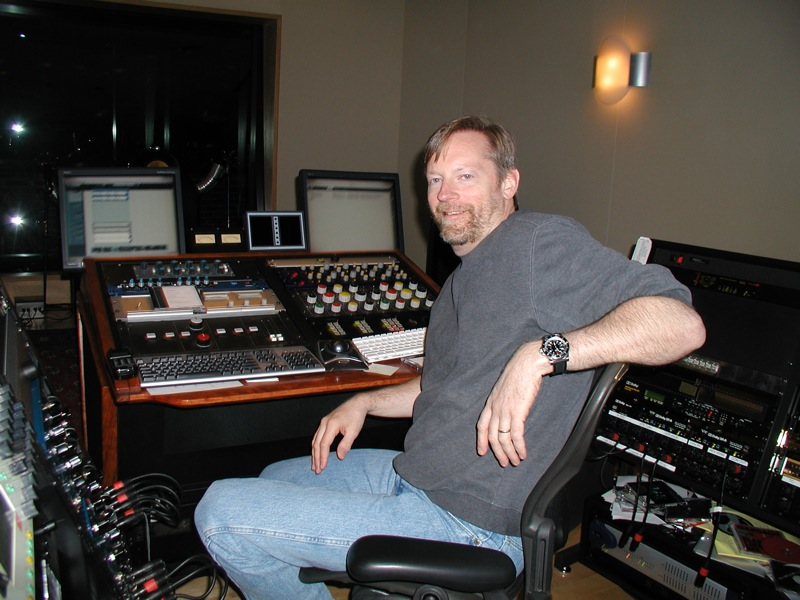

Ted Jensen es un ingeniero de sonido estadounidense. Es el jefe de masterizaciones de Sterling Sound. Comenzó su carrera como ingeniero de masterización en 1976 y hoy en día es uno de los ingenieros de sonido más prolíficos de la industria musical. Se estima que hasta la fecha ha masterizado o mezclado más de 2400 álbumes para más de 1100 músicos de pop y rock.

## Premios y reconocimientos
En 2003, recibió un premio Grammy por la masterización del álbum de Norah Jones, Come Away with Me, que a su vez ganó el premio a álbum del año.

## Estudio
Sterling Sound se encuentra en Manhattan, en el barrio de Chelsea. El estudio de Jensen es uno de los tres de Sterling Sound, los otros dos pertenecen a George Marino y Leon Zervos. Además, ha trabajado con numerosos grupos de rock alternativo como OK Go.